# Юдинська сільська рада (Асекеєвський район)
Ю́динська сільська рада (рос. Юдинский сельский совет) — сільське поселення у складі Асекеєвського району Оренбурзької області Росії.
Адміністративний центр — селище Юдинка.

## Населення
Населення — 585 осіб (2019; 669 в 2010, 800 у 2002).

## Склад
До складу сільської ради входять:
| Населений пункт    | Населення, осіб (2002) | Населення, осіб (2010) |
| ------------------ | ---------------------- | ---------------------- |
| Брянчаніново, село | 158                    | 130                    |
| Мокродол, селище   | 184                    | 158                    |
| Юдинка, селище     | 458                    | 381                    |